# サルマーン・ビン・ハマド・アール・ハリーファ
サルマーン・ビン・ハマド・イーサ・アール・ハリーファ（アラビア語: سَلمَان بن حَمَد بن عِيْسى آل خَلِيْفَة、1969年10月21日 - ）は、バーレーンの王太子（在任：1999年3月6日 - ）、政治家。同国首相及び国防軍副司令官を兼任している。

## 経歴
国王ハマド・ビン・イーサ・アール・ハリーファとサビーカ王妃の長男として誕生する。1992年にワシントンD.C.のアメリカン大学で政治学の学士号を取得し、1994年にイギリスのケンブリッジにあるクイーンズカレッジで歴史と科学哲学の修士号を取得した。1999年に皇太子主導の国際奨学金プログラムを設立した。このプログラムはバーレーンの社会全体から260人以上の学生が奨学金を授与され、英国、米国、フランスを含む留学する機会を得ることとなる。1999年に父が即位すると、皇太子及び国防軍副司令官に任ぜられた。
2001年2月24日、サルマーン王子は国家行動憲章の実施委員会の委員長に任命された。憲章は、2001年2月に開催された国民投票で98%以上によって承認され、透明性の確保、議会の監視に基づいてバーレーンの将来の発展のための包括的な政策を目的とする。2002年3月3日、サルマーンは同国の経済開発戦略の策定と監督を担当し、国外からバーレーンへの直接投資を誘致することを目的とした経済開発委員会議長に就任する。
2020年11月11日、サルマーン王太子は、50年以上その地位に就いていた叔父・ハリーファ・ビン・サルマーン・アール・ハリーファの死後、首相に任命される。
2022年9月19日に実施されたエリザベス2世の国葬にバーレーン代表として参列。

## 家族
ハーラ・ビント・ドアイジュ・アール・ハリーファとの間に2男2女を儲けた。ハーラの父は財務次官補のドアイジュ・ビン・ハリーファ・アール・ハリーファであった。しかし、元妻のハーラは2018年6月に死去した。
- 長男：イーサ・ビン・サルマーン・アール・ハリーファ（1990年3月7日　- 、王位継承第3位。ハマド、アブドゥッラー、サルマーンという3人の息子を儲けている。）
- 次男：ムハンマド・ビン・サルマーン・アール・ハリーファ（1992年11月11日　- 、2011年にサンドハースト王立陸軍士官学校を、2015年にキングス・カレッジ・ロンドンを卒業した[10]。）
- 長女：アル・ダナ・ビン・サルマーン・アール・ハリーファ
- 次女：アル・ジュード・ビン・サルマーン・アール・ハリーファ

## 栄誉
- シェイフ・イーサ・ビン・サルマーン・アール・ハリーファ勲章（英語版）
- アカデミー・オブ・アチーブメント[11]